# Dei Gratia
Dei Gratia (z łac. - Z łaski Bożej) – brygantyna, żaglowiec handlowy, odnalazł opuszczoną Mary Celeste.

## Historia i rejsy
Żaglowiec ok. 370 mil od Azorów, 590 mil od Gibraltaru odnalazł opuszczoną w tajemniczy sposób Mary Celeste. Morehouse i jego załoga przyprowadzili opuszczoną jednostkę do Gibraltaru, gdzie zażądali nagrody za uratowanie statku. Stali się z tej przyczyny pierwszymi podejrzanymi Prokuratora Generalnego Gibraltaru o wymordowanie załogi Mary Celeste, ale sąd wiceadmiralski ostatecznie przyznał im nagrodę i udzielił pochwały za zaradność i poświęcenie. Nagroda w wysokości 8300 USD została pomniejszona przez sąd o koszty długotrwałego śledztwa. W 1881 roku Dei Gratia została sprzedana Irlandczykom.
Załoga "Dei Gratia":
- Kapitan - Dawid Morehouse
- II oficer - Oliver Dereau
- III oficer - John Wright
- Marynarze - Charles Lund, August Annderson i inni